# Shen Yun
Shen Yun Performing Arts je umělecká a zábavní společnost se sídlem ve Spojených státech, která pořádá představení s tancem a symfonickou hudbou a je součástí nového náboženského hnutí Fa-lun-kung, jež založil Li Chung-č'. Shen Yun se skládá z osmi souborů s celkovým počtem přibližně 480 účinkujících. Skupina Shen Yun vystupovala před miliony diváků po celém světě.

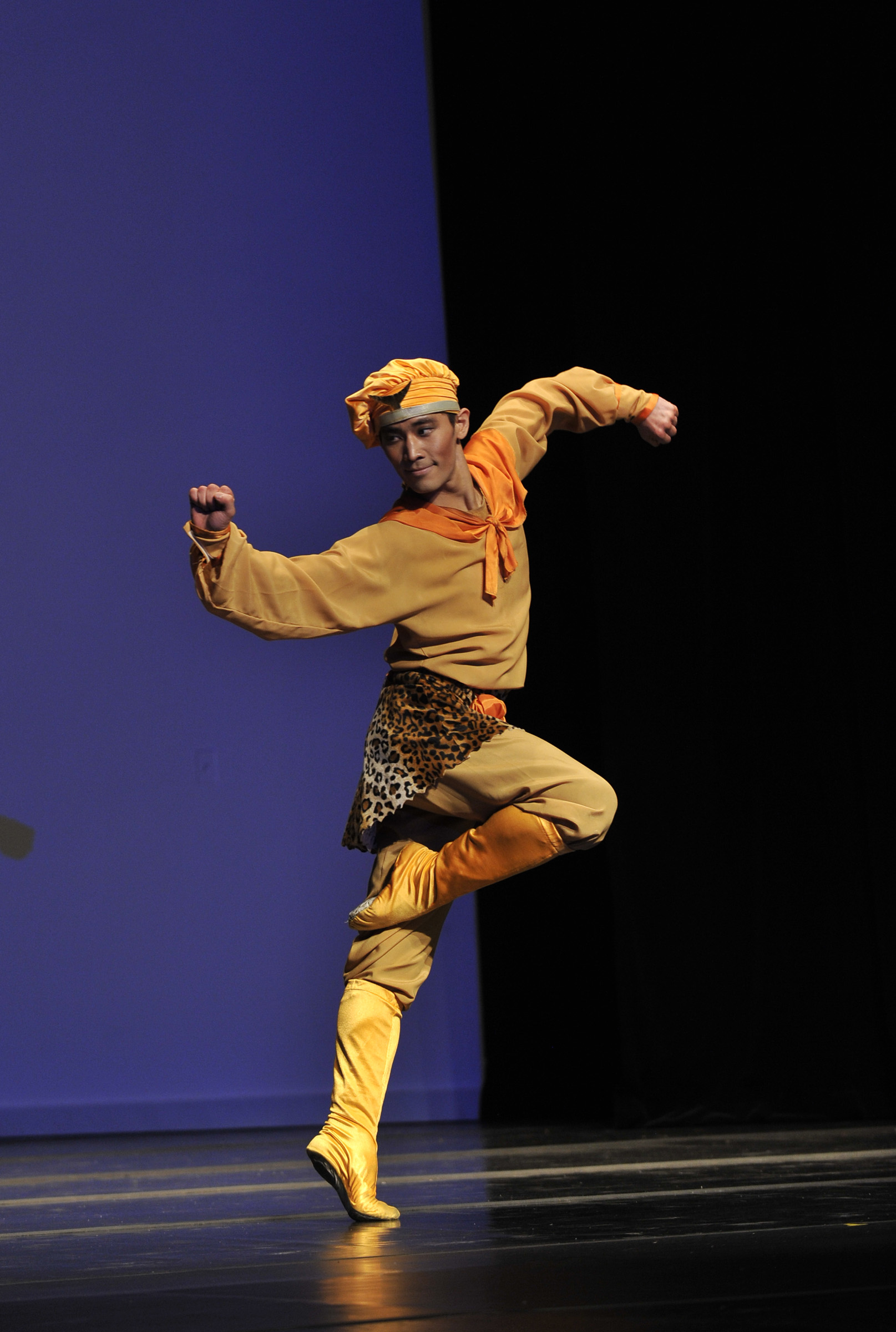
Seongho Cha, tanečník souboru Shen Yun

Vystoupení Shen Yunu byla kritizována jako propagace sektářských nauk a šíření negativních názorů na evoluci a ateismus. Skupinu propaguje The Epoch Times, krajně pravicová mediální organizace přidružená k Fa-lun-kungu. V roce 2019 NBC News dospělo k závěru, že Epoch Media Group a Shen Yun „jsou součástí misijního úsilí Fa-lun-kungu“. Čínská vláda zakazuje vystoupení Shen Yunu v Číně, protože považuje Fa-lun-kung za „protispolečenský kult“, a pokoušela se zhatit jeho vystoupení v zahraničí nátlakem na divadla a vlády.
Přívrženci Fa-lun-kungu platí za pronájem místa vystoupení, propagaci představení a prodávají vstupenky. Po pokrytí výdajů prodejem vstupenek jde výtěžek organizaci Shen Yun. Zdá se, že finance Shen Yunu a Fa-lun-kungu jsou propojené, přičemž tyto formálně různé korporace sdílejí finanční prostředky, vedoucí pracovníky a stejné poslání. Li Chung-č' chápe představení Shen Yunu jako prostředek „spásy“ publika.